# سوا (مجلة)
مجلة سوا هي نشرة لبنانية مجانية تصدرها منظمة اليونيسيف ببيروت، موجهة إلى أطفال لبنان، وعنوانها: منظمة الأمم المُتحدة للطفولة، بيروت، ص.ب:5902. يُعدُّها فريق التربية الشُّموليَّة، بإشراف قسم التربية في اليونيسيف. صدرت المجلة لأول مرة عام 1992م.
لا توجد على المجلة أسماء المشرفين عليها، لكن على الترويسة إشارة إلى أن التنفيذ والإخراج الفني لإلياس نحاس، والرسوم لنمر صيداني، وهو الذي يرسم جميع رسوم المجلة.
تعتمد المجلة على الرسوم على وجه مُكثَّف، وبها صفحات كرتون تصل إلى 8 صفحات من بين 36 صفحة ذات قطع 28×21 سم، أغلبها رسوم تملأ الصفحات. كما تعتمد أيضاً على تنمية مهارات الطفل، مثل: (لو كنت في مثل هذا الموقف، ماذا كنت تفعل)، و(كيف ترسم شكلاً هندسياً) و(الأعداد المتقاطعة) و(اصنع بنفسك) إضافةً إلى أن المجلة تنشر قصصاً قصرةً ومعلوماتٍ عن عادات الشعوب، ومسابقات ثقافية.
المجلة لا تنشر الإعلانات لكن هناك إشارة إلى أن اليونسيف هي التي تصدرها، يخلو الغلاف من محتويات العدد والمجلة لا تباع.

## الأبواب
- رسالة اليونيسف
- النشرة الأخرى
- هل تعلم
- صحتك كنزك
- مع الناس
- طفل من العالم
- حكاية غير شكل
- لنبحث عن مكان
- حياة الجماعة
- العلم يحدثك
- الصحفي الصغير
- رسالة من الماضي
- العب وفكر معنا
- نافذة على العالم
- أنت والبيئة
- قوس قزح
- أنت مختلف
- أنت والمهن
- مع الأصل